# 九六式25毫米高射機炮
九六式高射機炮（日文：九六式二十五粍高角機銃）為日本帝國海軍的艦用高射機炮，為法國霍奇克斯高射機炮的仿製品。它是二战中日本海军主要的中口径防空炮，拥有单装、雙聯裝或三聯裝三种形式，几乎每艘日本軍艦都装备了该型火炮。通常都是兩人操作，分別控制轉向和射高以及瞄準開火。由于最低射角为-10°，该炮也可用于对地攻击。
韓戰時，中國人民志願軍使用此種防空機炮向聯合國軍（主要是美軍）戰機開火。而在1990年代巴布亞紐幾內亞發生布干維爾內戰期間，布干維爾革命軍也使用二戰時日軍遺留在島上的此種機炮對抗巴紐軍隊。

## 历史
1935年，日本海军计划替换仿制自英国砰砰炮的91式防空炮。它们在横须贺海军工厂内测试了霍奇克斯式25毫米高射炮并重新命名为94式及95式，1936年横须贺工厂开始按照证书自行生产25毫米高射炮，因当年为皇纪2596年而将其命名为96式。相比原型，96式的部分零件进行了简化以方便批量生产，某些锻造部件被改成了铸造式，圆锥式消焰器被改成了莱茵金属设计的版本。最初使用的是双联装版，1941年出现了三联装版本，单装版则出现于1943年。此外还有少量供潜艇使用的版本，这个版本中使用了更多的不锈钢。日本军方估计在一千米高两千米远的位置上需要1500发25毫米炮弹才能击落一架美国飞机，超过这个距离它就很难发挥作用。到了二战晚期，由于弹药短缺，日本海军规定只有敌机达到800米距离时才能准备开火。

## 结构与设计
96式高射炮属于气冷型导气式自动火炮，铸造成型的炮管通过螺纹固定在炮膛上，炮管末尾的散热鳍片可以起到固定作用。借助专用工具，两名训练有素的士兵可以在五分钟内更换炮管。通过调整导气阀门，理论射速可以在每分钟200至260发之间变化。陆地以及单装高射炮通常使用环式瞄准具，而船用型可以交联95式高射炮指挥仪。

## 评价
根据战后的调查，日本士兵认为96式高射炮是最可靠的防空武器之一。但由於九六式採用15發裝彈匣上彈，炮彈數量對防空武器來說太少，以三聯裝來說，當一門開火時其他往往還在上彈，所以很少会三门一起開火射擊，對敵機來說不能形成有殺傷力的火網，因此實際上九六式高射機炮的防空能力較其他型號差。除此以外，多联装版本射击时有较大的震动。即便借助外部动力，旋转和升降的速度还是过于缓慢，消焰器的烟雾也会影响瞄准。

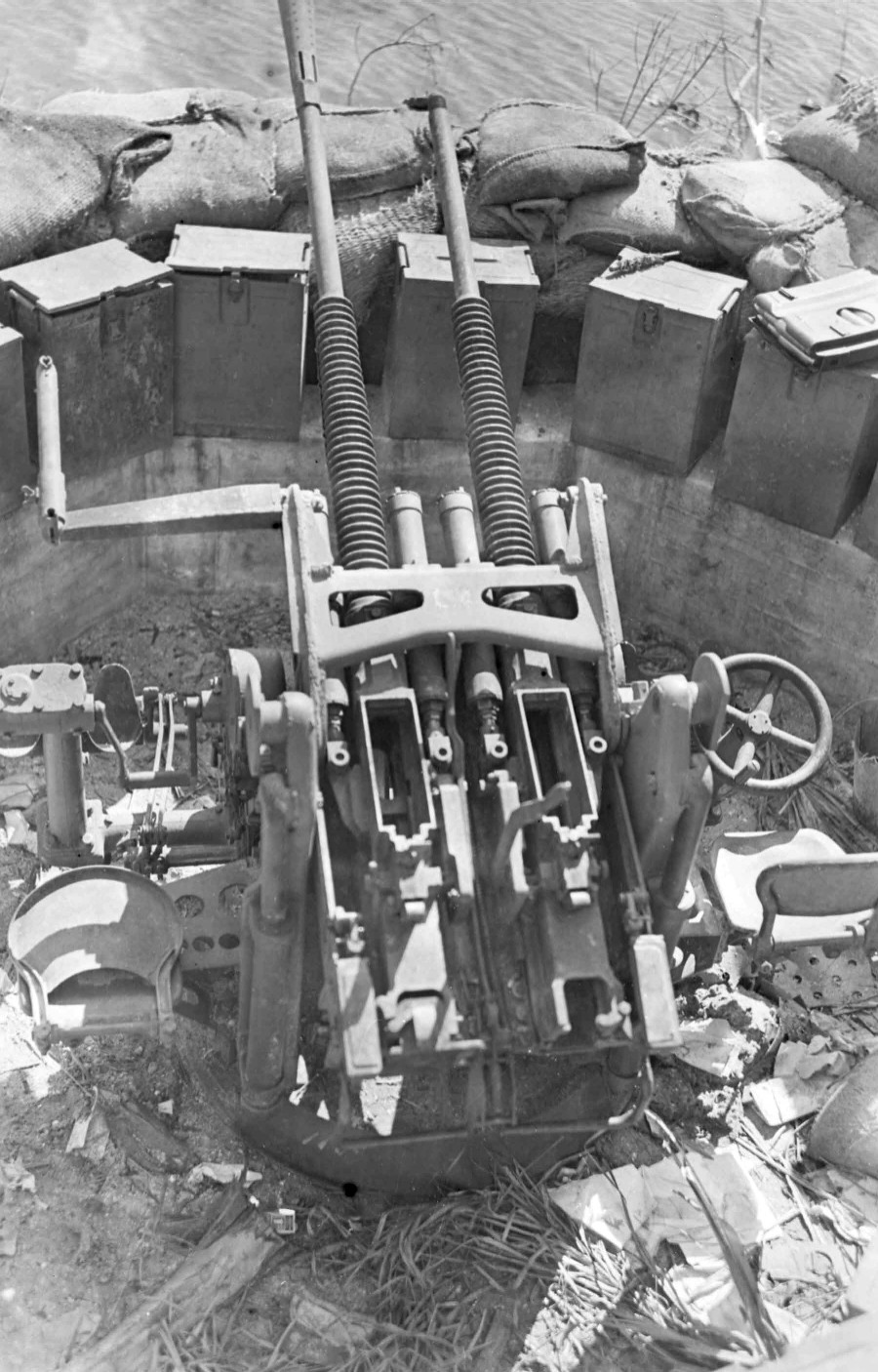
雙聯裝的九六式高射機炮

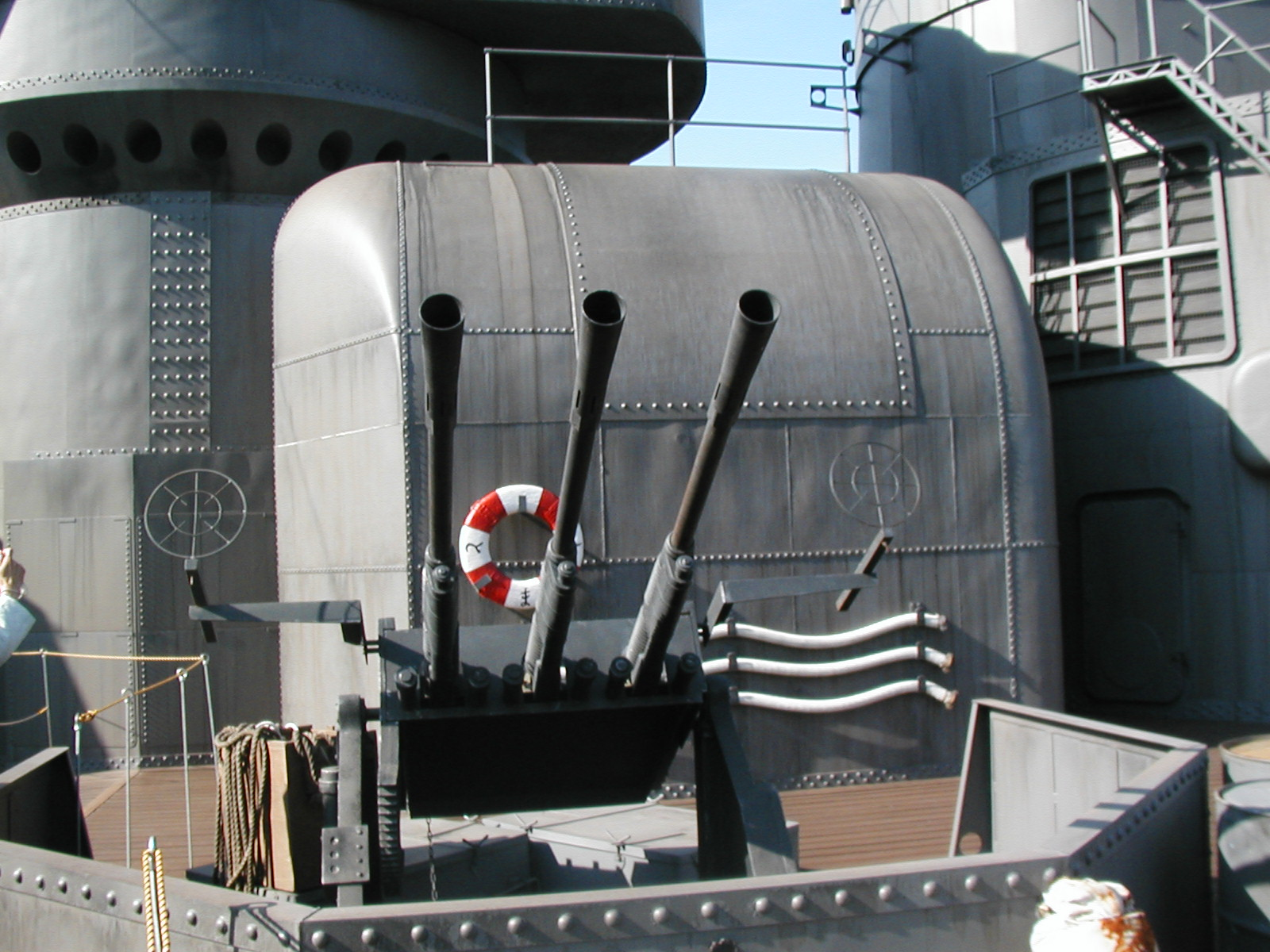
戰艦大和號上的三聯裝高射機炮（電影佈景仿製）